# Ландин, Майк
Майкл Роберт Лундин (англ. Mike Lundin, род. 24 сентября 1984, Бернсвилл, Миннесота, США) — американский хоккеист, защитник финского клуба «Йокерит», выступающего в Континентальной хоккейной лиге (КХЛ). В Национальной хоккейной лиге выступал за команды «Оттава Сенаторз», «Миннесота Уайлд» и «Тампа Бэй Лайтнинг». Участник чемпионата мира по хоккею 2010 в составе сборной США.